# Pawieł Buszujew
Pawieł Iwanowicz Buszujew (ros. Павел Иванович Бушу́ев, ur. 20 stycznia 1890 we wsi Gniezdowo w guberni twerskiej, zm. 9 września 1937 w Leningradzie) – radziecki polityk i działacz partyjny.

## Życiorys
Od 1911 członek SDPRR, kilkakrotnie aresztowany i 2 razy zsyłany. Od marca 1917 sekretarz Związku Robotników Budowlanych w Piotrogrodzie, od października 1917 do marca 1918 sekretarz rejonowego zarządu związku robotników transportowych w Piotrogrodzie, od maja 1918 zastępca przewodniczącego komitetu wykonawczego Rady Miejskiej Tweru, później kierownik wydziału Komitetu Wykonawczego Rady Miejskiej Tweru. Od maja 1919 do czerwca 1921 żołnierz Armii Czerwonej, później instruktor i kierownik wydziału Wszechrosyjskiego Związku Budowlańców, 1922 sekretarz jego KC, a od 1922 do maja 1924 sekretarz i przewodniczący twerskiej gubernialnej rady związków zawodowych. Od lutego do lipca 1920 słuchacz kursów przy Komunistycznym Uniwersytecie im. Swierdłowa, od maja 1924 do 1926 przewodniczący twerskiej gubernialnej komisji kontrolnej RKP(b)/WKP(b), od 31 maja 1924 do 2 grudnia 1927 członek Centralnej Komisji Kontrolnej RKP(b)/WKP(b), od grudnia 1926 do września 1928 sekretarz odpowiedzialny wiackiego gubernialnego komitetu WKP(b). Od 1928 do maja 1930 słuchacz kursów marksizmu-leninizmu przy KC WKP(b), od maja 1930 do listopada 1935 sekretarz Moskiewskiego Komitetu Rejonowego WKP(b) w Leningradzie, od 5 listopada 1935 do sierpnia 1937 przewodniczący Rady Komisarzy Ludowych Karelskiej ASRR.
11 sierpnia 1937 aresztowany, 9 września 1937 skazany na śmierć i rozstrzelany. W 1956 pośmiertnie zrehabilitowany.